# John Reinhard Weguelin
John Reinhard Weguelin (1849–1927) foi um pintor britânico.

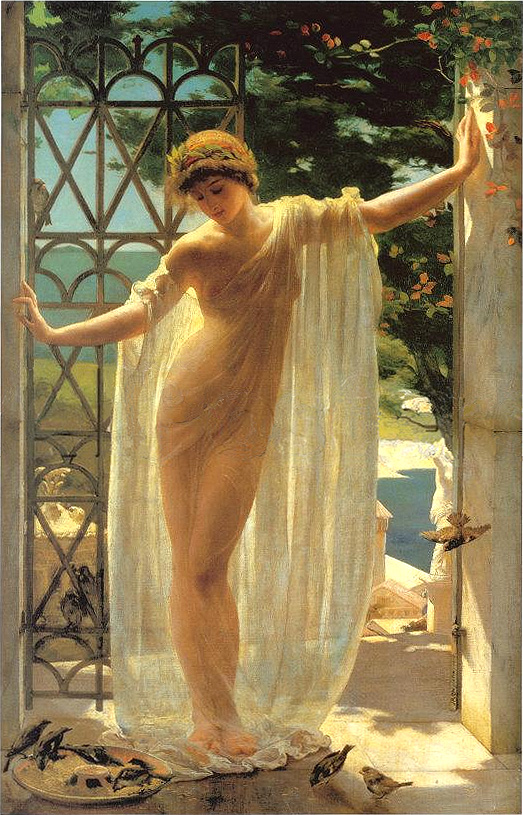
Lesbia, por John Reinhard Weguelin